# Petunia bajeensis
Petunia bajeensis är en potatisväxtart som beskrevs av T. Ando och G. Hashimoto. Petunia bajeensis ingår i släktet petunior, och familjen potatisväxter. Inga underarter finns listade i Catalogue of Life.